# Naturschutzgebiet Untere Elpe

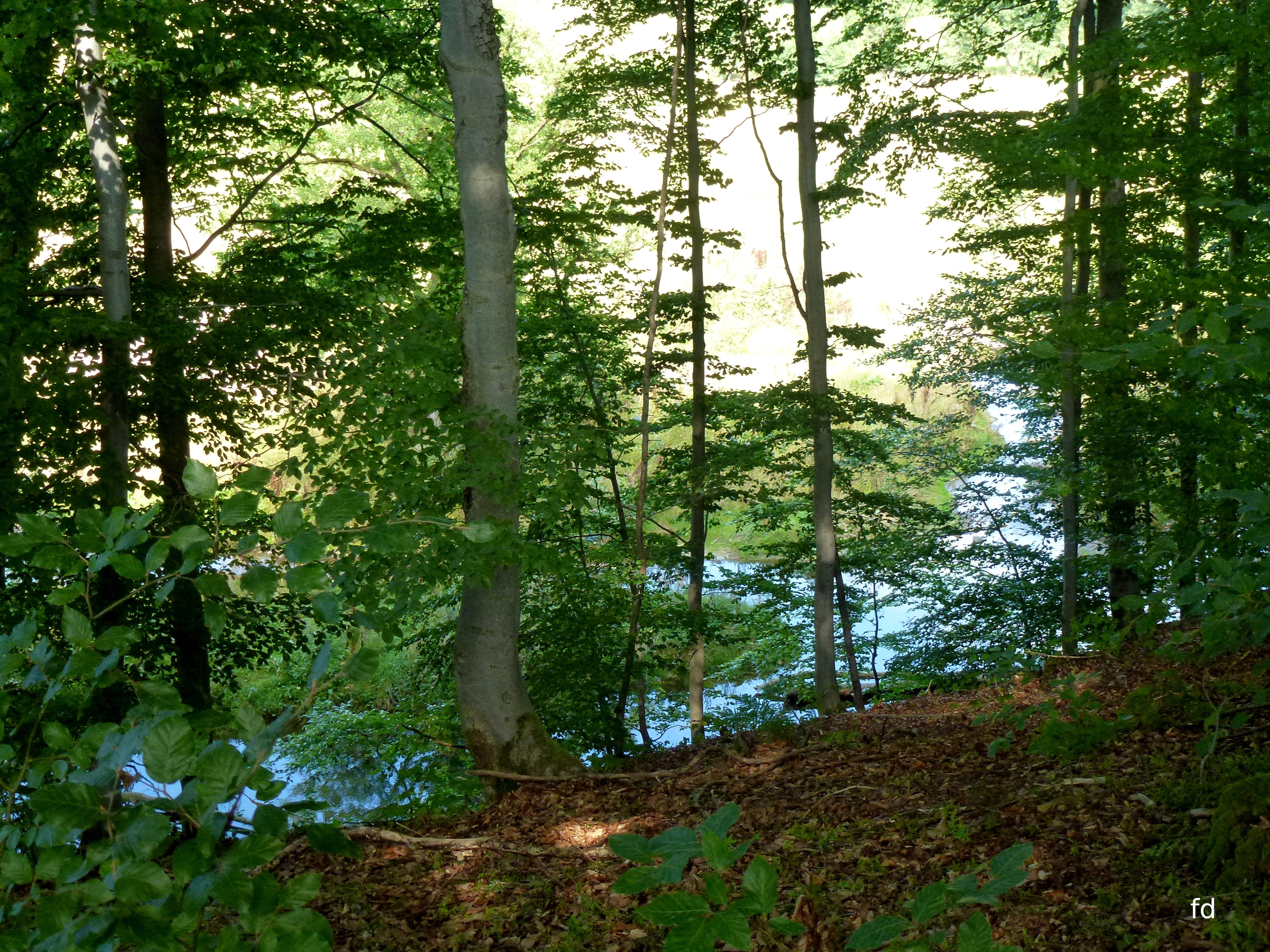
Naturschutzgebiet Untere Elpe

Das Naturschutzgebiet Untere Elpe mit einer Größe von 2,38 ha liegt südlich Ostwig im Gemeindegebiet von Bestwig. Das Gebiet wurde 2008 mit dem Landschaftsplan Bestwig durch den Hochsauerlandkreis als Naturschutzgebiet (NSG) ausgewiesen. Das Gebiet ist seit 2004 gleichzeitig Teil vom FFH-Gebiet Ruhr (DE-4614-303). Das FFH-Gebiet Ruhr umfasst Flächen der Ruhr und Aue von der Ruhrquelle bis noch Fröndenberg im Kreis Unna und in Einzelfällen auch Teile von Nebenflüssen der Ruhr.

## Gebietsbeschreibung
Beim NSG handelt es sich um den Fluss Elpe und die Flussaue.

## Pflanzenarten im NSG
Im NSG kommen seltene Pflanzenarten vor. Vom Landesamt für Natur, Umwelt und Verbraucherschutz Nordrhein-Westfalen dokumentierte Flechten- und Pflanzenarten im Gebiet: Acker-Vergissmeinnicht, Besenheide, Blasenflechte, Borstgras, Echte Nelkenwurz, Echter Baldrian, Echtes Mädesüß, Echtes Springkraut, Einbeere, Flutender Wasserhahnenfuß, Frauenfarn, Gefurchte Schüsselflechte, Gelbe Schwertlilie, Gewöhnliche Pestwurz, Gewöhnlicher Gilbweiderich, Gewimpertes Kreuzlabkraut, Gras-Sternmiere, Großes Windröschen, Hain-Gilbweiderich, Hain-Sternmiere, Kleiner Dornfarn, Kohldistel, Kriechender Hahnenfuß, Magerwiesen-Margerite, Eichenmoos, Rote Lichtnelke, Ruprechtskraut, Schlangen-Knöterich, Sumpf-Storchschnabel, Sumpf-Vergissmeinnicht, Sumpf-Ziest, Trompetenflechte, Vielblütige Weißwurz, Wald-Ziest, Waldmeister, Wiesen-Labkraut, Wildes Silberblatt. 

## Schutzzweck
Das NSG soll Fluss und Aue schützen.
Wie bei allen Naturschutzgebieten in Deutschland wurde in der Schutzausweisung darauf hingewiesen, dass das Gebiet „wegen der Seltenheit, besonderen Eigenart und Schönheit des Gebietes“ zum Naturschutzgebiet wurde.